# Saint-Crespin-sur-Moine
Saint-Crespin-sur-Moine ist eine Ortschaft und eine Commune déléguée in der französischen Gemeinde Sèvremoine mit 1.578 Einwohnern (Stand 1. Januar 2022) im Département Maine-et-Loire in der Region Pays de la Loire.  Die Einwohner werden Crespinois genannt.
Mit Wirkung vom 15. Dezember 2015 wurden die Gemeinden Le Longeron, Montfaucon-Montigné, La Renaudière, Roussay, Saint-André-de-la-Marche, Saint-Crespin-sur-Moine, Saint-Germain-sur-Moine, Saint-Macaire-en-Mauges, Tillières sowie Torfou zu einer Commune nouvelle mit dem Namen Sèvremoine zusammengelegt. Die Gemeinde Saint-Crespin-sur-Moine gehörte zum Arrondissement Cholet sowie zum Kanton Saint-Macaire-en-Mauges.

## Geografie
Saint-Crespin-sur-Moine liegt etwa 22 Kilometer westnordwestlich von Cholet in der Landschaft Mauges.

## Bevölkerungsentwicklung
| Jahr                       | 1962 | 1968 | 1975 | 1982 | 1990 | 1999 | 2006 | 2013 |
| Einwohner                  | 1447 | 1409 | 1341 | 1345 | 1381 | 1411 | 1513 | 1588 |
| Quellen: Cassini und INSEE |      |      |      |      |      |      |      |      |